# Grad, Grad
Grad, do leta 1952 Gornja Léndava, (madžarsko Felsőlendva, nemško Oberlimbach, staro prekmursko ime je Gorenja Lendava) je razloženo naselje z gručastim jedrom v dolini Gračkega potoka v Občini Grad. Je središče občine in je največje in najstarejše naselje na Goričkem. V središču vasi stoji romarska cerkev Marije Vnebovzete, ki spada med najkvalitetnejše arhitektonske gotske spomenike Pomurja.

## Zgodovina
Prvič je bila vas Grad omenjena leta 1365 pod imenom Waraliafalo (vas pod gradom), leta 1366 kot Waralyafalw in districtu Waralyakurnik (vas pod gradom v upravljanju župnije Podgradje). Leta 1478 je omenjena kot Opidum Lyndwa (opidum – trg, kraj s tržnimi pravicami), leta 1498 pa kot opidum Felsewlyndwa. Ime Lyndwa se je uporabljalo že od leta 1208, vendar se je nanašalo na grad in posestvo in ne na samo vas. V francisejskem katastru iz leta 1860 se je za del vasi Grad, ki leži na desnem bregu Gračkega potoka, uporabljalo ime Kukojca.
Od leta 1952 se naselje Grad imenuje po srednjeveškem gradu, ki leži na bazaltni vzpetini. Že v zapiskih g. Slaviča iz leta 1918 je poleg imena Gornja Lendava zapisano tudi ime Grad.
V srednjem veku v 12. stoletju je omenjeno kot upravno in vojaško središče Goričkega in dolgo tudi Ravenskega. Ozemlje je vključil v ogrsko državo kralj Béla III. in ga 1183 podaril cisterijanskemu samostanu v Monoštru. Leta 1208 je tu prvič izpričana pražupnija.
Osnovna šola Grad je osrednja izobraževalna ustanova v Občini Grad. Obsega osnovno šolo, ki izvaja program devetletke in vrtec.
V preteklosti so bili prebivalci predvsem podložni kmetje, ki so imeli praviloma majhne osminske kmetije. Živeli so skromno v številčnih družinah. Zemljiška razdrobljenost je imela za posledico izseljevanje v tujino. Kmetije so še danes majhne (1 – 5 ha). Ljudje se danes ukvarjajo predvsem s poljedelstvom, manj z živinorejo (svinje, piščanci in druga perjad). Razvito je sadjarstvo, ponekod vinogradništvo, ki pa je bolj za domačo uporabo. Nekaj je tudi čebelarjev.
Danes so gospodinjstva predvsem delavsko - kmečka oz. delavska. Stare kmečke hiše so v veliki meri zapuščene in počasi propadajo ali pa so na prodaj.

## Geografija
Naselje leži na nadmorski višini med 267 in 390 m, središče vasi pa na nadmorski višini 267 m. Najvišji del vasi je Pepelšček. Naselje leži v sredini zahodnega dela Goričkega in na vzhodu meji na Radovce in Vidonce, na zahodu na Dolnje Slaveče, Gornje Slaveče in Kuzmo. Po sredi med njimi potega strm greben proti severu do Doliča. Dostop v vas je po cesti iz Bodoncev ali iz Večeslavcev, na jugu sega pri kužnega znamenja Beli Križ (303 m).
Zaradi kamninske sestave so pobočja strma z vsekanimi dolinami in slikovitimi kanjoni. Gričevje sestavljajo skrilavci, gnajsi, blestniki, amfiboliti in filiti, v dolinah pa so terciarne usedline peskov, prodov, peščenjakov, glin in laporjev. Zemlja je težka ilovica, pomešana s peskom in prodcem, ponekod lapornata in ob potokih peščena.
Položnejša pobočja in dna dolin predstavljajo njive in travniki. Na prisojnih legah je nekaj večjih vinogradov in sadovnjakov. Mešani gozdovi se nahajajo na slemenih, na severni strani segajo globoko v dolino pretežno iglasti gozdovi, na jugozahodni strani pa je ozek pas macesnovega gozda.

## Znamenitosti
Osrednja znamenitost je grad Grad, na obrobju zaselka Kaniža stoji Kripta (grajska grobnica), v središču vasi – Pörgi stoji cerkev Marije Vnebovzete, ki spada med najkvalitetnejše arhitektonske gotske spomenike Pomurja. Na južnem delu stoji kužno znamenje Beli križ, v središču naselja pa kapelica Sv. Jožefa Delavca. Ob poteh ali ob domačijah je še več križev.
V Gradu je bil doma Štefan Selmar (1820 – 1877), dobrotnik slovenskih dijakov in širitelj prekmurske književnosti. Iz madžarščine je prevedel svetopisemske zgodbe za otroke. Tukaj je do smrti leta 1891 župnikoval publicist in nabožni pisatelj Štefan Žemlič.

## Prireditve
- Borovo gostüvanje, leta 1957 in 1992.